# Isuzu Ascender
Isuzu Ascender — середньорозмірний позашляховик, що вироблявся General Motors для Isuzu з 2002 по 2008 роки. 7-місний Ascender був представлений у 2003 модельному році як заміна Isuzu Trooper. 5-місний Ascender був представлений у 2004 модельному році  як заміна Isuzu Rodeo та Isuzu Axiom.

## Огляд

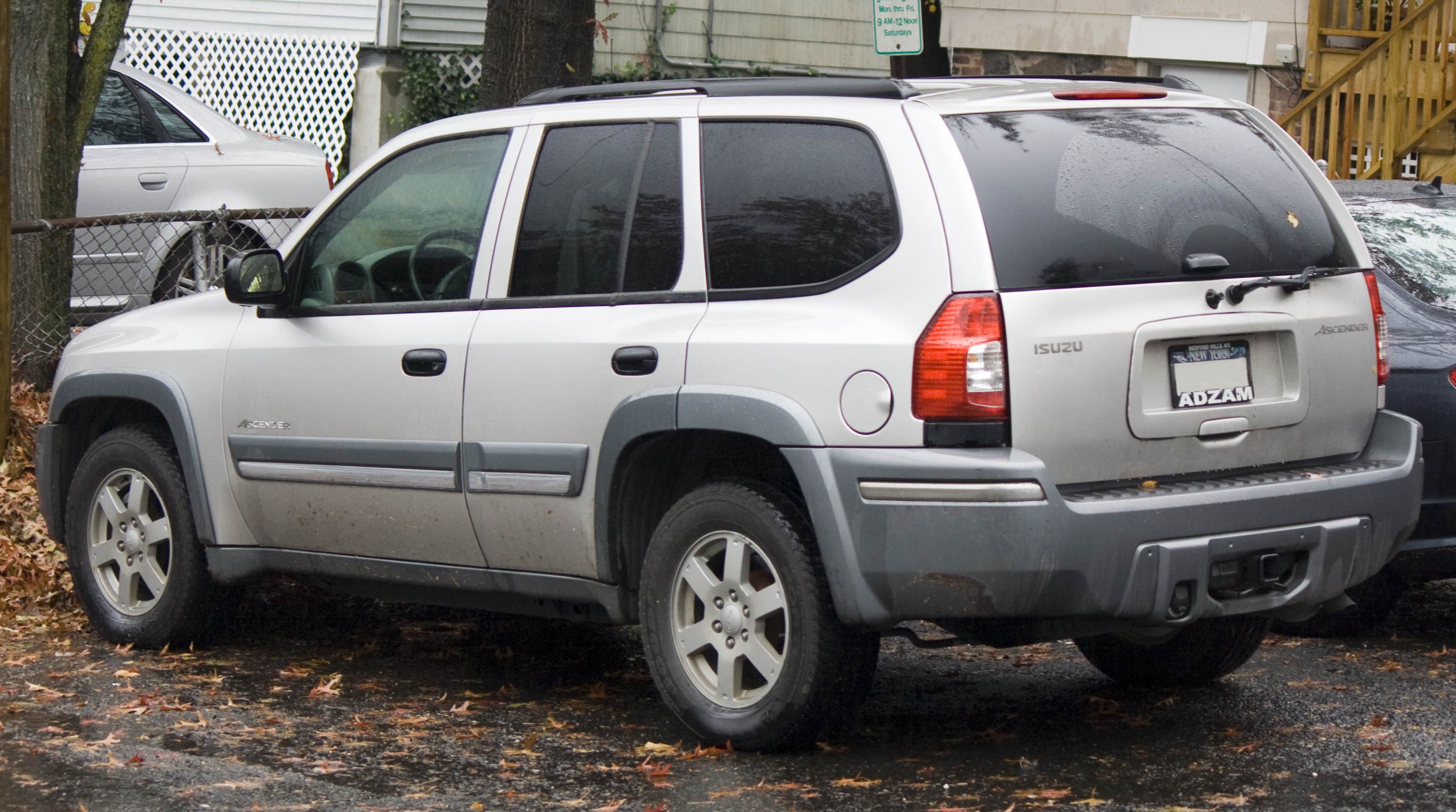

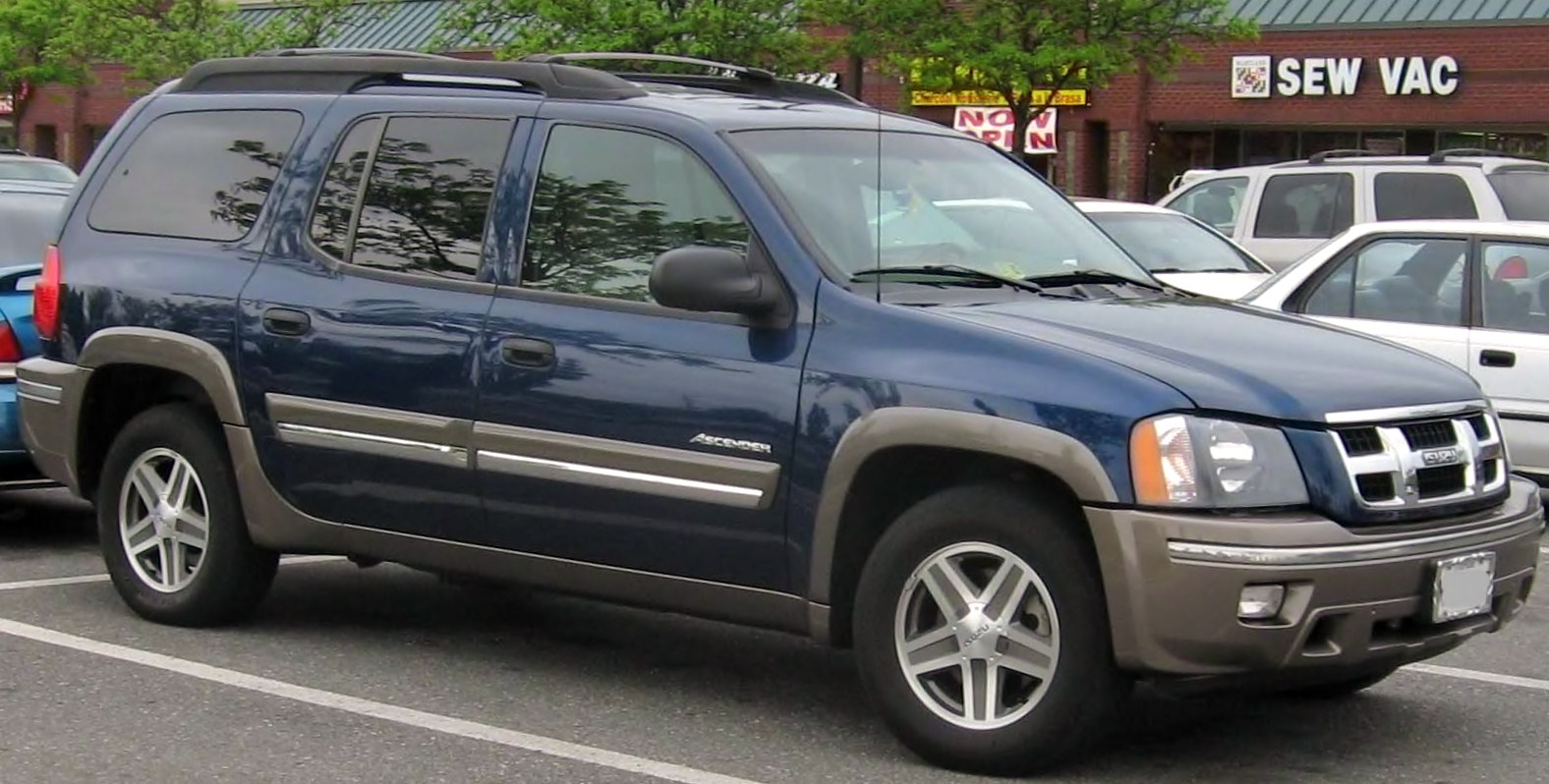
Семимісна версія

Ascender — єдиний середньорозмірний позашляховик GM на базі GMT360, який не мав бренду GM. Ascender LWB було знято з виробництва після 2006 модельного року. 
Огляди попереджали про слабку дилерську мережу для гарантійного ремонту, а Kelley Blue Book прогнозував відносно низьку вартість перепродажу, подібну до TrailBlazer. Однак Isuzu пропонувала семирічну/75 000-мильну гарантію на силовий агрегат, а також суттєві заводські стимули.
Виробництво Ascender припинилося 6 червня 2008 року в рамках виведення Isuzu з ринку Сполучених Штатів.

### Відкликання
У 2012 році General Motors та Isuzu відкликали понад 258 000 позашляховиків у США та Канаді для усунення коротких замикань у склопідйомниках та перемикачах блокування дверей, які могли спричинити пожежі. Відкликання стосувалося позашляховиків Chevrolet TrailBlazer, GMC Envoy, Buick Rainier, Isuzu Ascender та Saab 9-7X 2006 та 2007 модельних років. Позашляховики були продані або зареєстровані у Сполучених Штатах, включаючи Гаваї та Аляску, а також у Канаді.
Компанія General Motors оголосила про відкликання 316 357 автомобілів наприкінці 2014 року, переважно у Північній Америці, для ремонту несправних фар. За даними компанії, проблема в модулі керування фарою могла призвести до тимчасової або постійної несправності фар ближнього світла та денних ходових вогнів. Це збільшило ймовірність аварії. Однак фари дальнього світла, габаритні вогні, покажчики поворотів та протитуманні фари не постраждали від цієї проблеми. Відкликані автомобілі охоплювали седани Buick LaCrosse 2006–2009 років випуску ; позашляховики Chevrolet Trailblazer, GMC Envoy та Buick Rainier 2006–2007 років випуску; а також позашляховики Saab 9-7X та Isuzu Ascender 2006–2008 років випуску.

### Двигуни:
- 2003–2008 4200 4,2 л  LL8 I6
- 2003–2004 5300 5,3 л LM4 V8
- 2005–2007 5300 5,3 л LH6 V8